# Brakerøya Station
Brakerøya Station (Brakerøya stasjon) er en jernbanestation på Drammenbanen, der ligger i kvarteret Brakerøya i Drammen i Norge. Stationer består af to spor med en øperron samt nogle sidespor, en parkeringsplads og busstoppested. Den betjenes af lokaltog mellem Drammen og Dal.
Stationen åbnede 1. januar 1873, knap tre måneder efter åbningen af Drammenbanen. Ved åbningen hed den Bragerøen, men den skiftede navn til Brakerøya 1. juli 1942. Da Lieråsen tunnel åbnede i 1973, gennemgik stationen en kraftig ombygning. Den blev gjort fjernstyret og ubemandet 3. juni 1973.